# Белокрыс, Леонид Сергеевич
Белокрыс Леонид Сергеевич (29 апреля 1930, Кривой Рог — 24 декабря 2010, Кривой Рог, Днепропетровская область) — советский и украинский учёный палеонтолог и стратиграф. Кандидат геолого-минералогических наук (1963), профессор (1995), член Нью-Йоркской академии наук (1996).

## Биография
Родился 29 апреля 1930 года в городе Кривой Рог в семье столяра.
С 1939 года с семьёй жил на руднике имени Красной гвардии в Кривом Роге, где начал работать отец. В 1939 году пошёл в школу. В 1941—1944 годах с семьёй был в эвакуации на Новокиевском руднике в Халиловском районе Оренбургской области.
В 1949 году окончил криворожскую среднюю школу № 37 и поступил в Криворожский горнорудный институт (КРГИ) на геологоразведочный факультет. В 1954 году окончил институт, получив специальность горного инженера-геолога. С 1954 года — ассистент кафедры геологии и разведки месторождений полезных ископаемых Криворожского горнорудного института. В 1959—1962 годах учился в аспирантуре Криворожского горнорудного института. С 1965 года — доцент. В 1970—1972 годах — старший научный сотрудник научно-исследовательского сектора КГРИ. В 1980—1984 годах — заведующий кафедрой геологии Криворожского горнорудного института.
В 1963 году защитил кандидатскую диссертацию «Стратиграфия и фауна моллюсков сарматских отложений Борисфенского залива» в Институте геологических наук АН УССР, получив учёную степень кандидата геолого-минералогических наук.
С 1992 года — руководитель учебной геологической практики у первых курсов в пределах Криворожского бассейна.
В 1999 году вышел на пенсию.
Умер 24 декабря 2010 года в городе Кривой Рог, где и похоронен на Долгинцевском кладбище.

## Научная деятельность
Автор и соавтор более 120 научных работ по палеонтологии, биостратиграфии, палеобиономии, литологии. Научные труды публиковались в ведущих советских и украинских научных журналах, 23 палеонтологические статьи переизданы в зарубежных международных изданиях.
Основные работы посвящены изучению моллюсков и млекопитающих неогена юга Украины. Открыл два новых рода и 84 новых вида Protozoa, Annelida, Mollusca, Bryozoa, Algae, ископаемых неопределённого систематического положения. Описал более 80 новых биологических видов из отложений верхнего мела, палеоцена, эоцена и неогена Украины. Обосновал детальное расчленение на слои средне-верхнемиоценовых отложений южной Украины по фауне моллюсков.
В 1959 году, в ходе исследований в районе криворожского микрорайона Заречный, обнаружил череп динотерия, единственный найденный на Украине.
В 1970—1988 годах — постоянный член Неогеновой комиссии Межведомственного стратиграфического комитета СССР. С 1996 года — действительный член Нью-Йоркской академии наук по отделению геологии.

## Память
- В 1966 году именем названа Pupilla belokrysi[8][9];
- В 1974 году именем назван вид Crania belokrysi из класса беззамковых брахиопод в эоцене, средний палеоген Украины.